# Tat (Syria)
Tat (arab. طاط) – miejscowość w Syrii, w muhafazie Aleppo. W 2004 roku liczyła 2095 mieszkańców.